# فرودگاه ایندی
فرودگاه ایندی  (به انگلیسی: Yendi Airport)  یک فرودگاه    است . این فرودگاه در  کشور غنا قرار دارد و در ارتفاع ۷۳۴ متری از سطح دریا واقع شده است.